# Улашківська загальноосвітня школа
Улашківська загальноосвітня школа I—III ступенів — навчальний заклад у селі Улашківці Чортківського району Тернопільської області.

## Історія
В мурованому будинку де проходили ярмарки функціонувала з 1857 році чотирирічна школа, де вчителювали як українці, так і поляки.
У 1934 році школа стала семирічною. Навчання велося на польській та українській мові. Діти вчилися у трьох приміщеннях. За радянських часів під школу було відведено ще дві будівлі, і, таким чином, уроки проводилися в 5 шкільних приміщеннях.
У 1966 році введена в експлуатацію сучасна будівля школи.

## Гуртки та секції
Для розвитку і вдосконалення учнів у школі діють гуртки та секції:
- Науково-технічний;
- Еколого-натуралістичний;
- Фізкультурно-спортивний;
- Художньо-естетичний.

## Сучасність
У 11 класах школи навчається 105 учнів, у школі викладають англійську мову.

## Педагогічний колектив
Педагогічний колектив складається з 21 педагога.
Директори

## Відомі випускники
Але крім відомих випускників, у школі є ще багато інших випускників, про яких також не варто забувати.